# まんぷく
『まんぷく』は、2018年度後期放送のNHK「連続テレビ小説」第99作で、2018年（平成30年）10月1日から2019年（平成31年）3月30日（平成30年度後期）まで放送されたテレビドラマである。NHK大阪放送局制作。主演は安藤サクラで、連続テレビ小説における平成最後の作品である。
2023年（令和5年）10月2日から2024年（令和6年）3月30日まで、NHK BSプレミアム→BS・BS4K→BSプレミアム4Kにて再放送された。

## 企画・制作

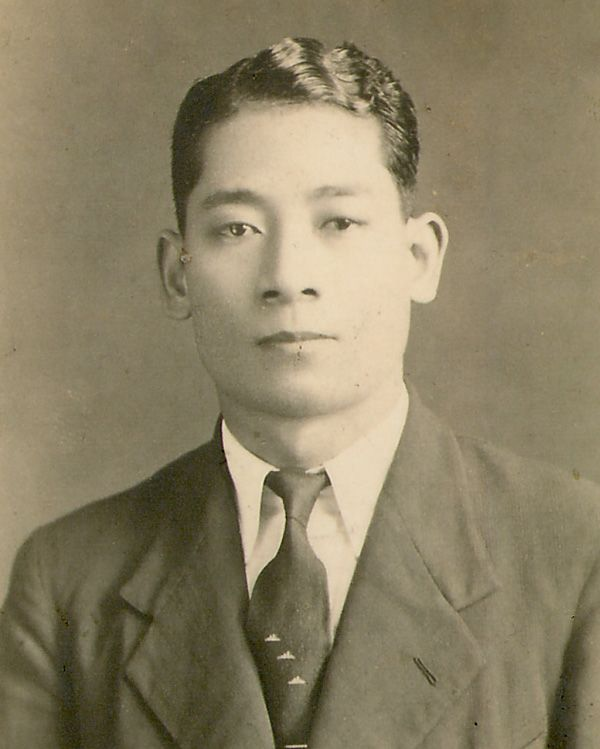
日清食品（現・日清食品ホールディングス）創業者・安藤百福

2017年（平成29年）11月14日に行われた制作発表によれば、インスタントラーメンを生み出した日清食品（現在の法人格としては日清食品ホールディングス）創業者の安藤百福とその妻・仁子（まさこ）の半生をモデルに、懸命に生き抜いた夫婦の物語を描く。また、主人公・仁子に関した公開資料はほぼなかったため、このドラマのために初めて親族や友人などにインタビューし生前の手帳や日記を元に資料が作成され、登場人物や団体名を変えてフィクションとした。
ヒロイン選定はオーディションではなく、安藤サクラが選ばれたことが2018年（平成30年）1月31日に発表された。安藤は2017年6月に長女を出産したばかりで、育児への専念を考えていた中で同年10月初旬にオファーを受け、育児との両立で悩み、当初は断ることも考えた。しかし、女優として朝ドラヒロインは憧れであり、オーディションも思いだせないほどの数を受けてきたこともあり、夫（柄本佑）側も含め芸能一家である家族の強い勧めや、NHKが育児へのサポートを約束したことから11月に受諾し、連続テレビ小説史上初の「ママさんヒロイン」と発表された。安藤の連続テレビ小説出演は、後に義弟となる柄本時生と夫婦役で共演した2011年（平成23年）前期の『おひさま』に続いて2度目となる。
制作にあたり、育児サポートのため、通常は9時から23時ごろまで行う撮影を19時で切り上げるために、クランクインの時期を5月の大型連休時期に繰り上げたり、大阪局内に託児スペースを作ったりするなどの対応がされた。
3月23日に出演者発表会見が行われ、5月1日にクランクインを迎えた。6月4日には、新たな追加キャストが発表された。台風21号の影響で9月4日予定の大阪のお披露目会見は中止されたが、同日の東京での完成披露試写会が実施された。なお、初回から安藤が18歳の役を演じ、回想シーンなどでも子役の使用はない。
2019年（平成31年）2月27日、大阪放送局でクランクアップを迎えた。

### ロケ地

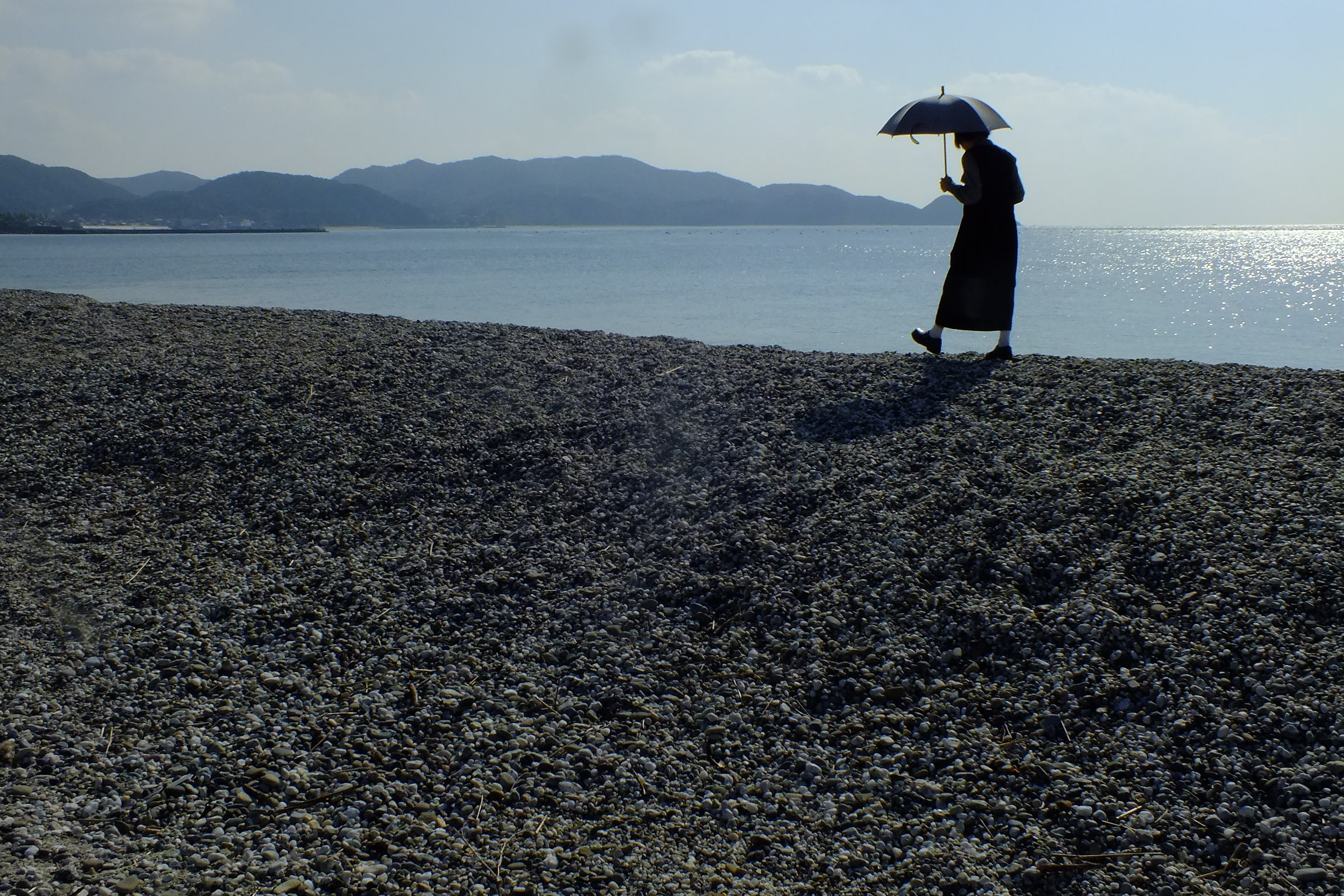
オープニングでヒロイン福子（安藤サクラ）が海辺で自由に動き回るタイトルバック映像で使われた吹上浜

大津市
日吉大社 - オープニングで福子が歩く森。福子・萬平・鈴が疎開する黒竹村の山中。
米原市
伊吹山麓 - 福子・萬平・鈴が疎開する黒竹村。
近江八幡市
円地先 - 福子・萬平・鈴が疎開する黒竹村。
赤穂市
赤穂市立海洋科学館・塩の国 - 萬平・神部が製塩法を学びに訪れた赤穂の塩田。
南あわじ市
吹上浜 - オープニングで福子が歩く海岸。泉大津の海岸。
西宮市
甲子園会館- 福子が新卒で就職する大阪東洋ホテル外観。
神戸女学院 - 福子が通っていた高等女学校。

神戸市
神戸大学
兼松記念館 - 大阪商工会議所
六甲台本館 - 大蔵省大阪地方専売局、岡が留置された警察署
神戸迎賓館須磨離宮（旧西尾邸）- 咲と真一の結婚披露宴が行われた会場。
神戸居留地 - 1970年の大阪市中央通りの歩行者天国
犬山市
博物館明治村
帝国ホテル - 福子が新卒で就職する大阪東洋ホテルの内部。
名古屋衛戍病院 - 咲が入院する真田山病院
和歌山市
和歌山マリーナシティポルトヨーロッパ - 大阪の街並。
京都市
同志社大学今出川キャンパス - 大阪の街並。
阿南市
蒲生田港 - たちばな塩業社員が手榴弾で漁をする海岸

## あらすじ

### 出会いから結婚まで（昭和13年 - 昭和21年5月）
昭和13年（1938年）春の大阪、高等女学校を卒業したばかりの今井福子は、地元の大手ホテル「大阪東洋ホテル」への就職、数ヶ月後に控えた長姉・咲の結婚に胸をふくらませていた。電話交換室に配属され仕事に慣れるため懸命な日々を送るなか、母・鈴が突然腹痛を起こし、咲の結婚式の延期を懇願する。しかし鈴の腹痛は仮病であり、咲が家を出た後の福子との２人暮らしに心許なさを感じていたからだという理由に複雑な思いで過ごす福子だったが、職場では英語が堪能なことが認められフロント係に昇格する。そして福子から英語教育を続けてくれたおかげで昇進できたと感謝され、恩返ししたいと聞いた鈴は、咲の結婚を容認。結婚式は予定通り行われ、感動に包まれた宴となる。
昭和16年（1941年）、福子は咲の結婚式で幻灯機を貸してくれた業者・立花萬平と偶然再会する。後日、萬平からの申し出を受け交際を始めた福子だったが、鈴の猛反対、咲の結核による入院と死去、萬平が冤罪で憲兵隊に逮捕されるといった障害が次々と立ちはだかる。しかし、福子の同僚・女学校時代の友人らの応援、咲の夫・小野塚真一の後押し、萬平の友人・世良勝夫の協力で乗り越えて行く。彼らの説得や二人の揺るがぬ決意に鈴は折れ、昭和17年（1942年）萬平と福子は結婚する。
昭和19年（1944年）春、逮捕時の拷問の後遺症が元で徴兵を免れた萬平と暮らす福子は、戦火が大阪に近づいていることを察し、夫婦で鈴を連れて萬平のはとこが住む兵庫県の黒竹村に疎開する。穏やかな疎開生活を過ごすなか、萬平に赤紙が届くが、腹膜炎を発症し、回復後に徴兵されるも即日帰郷させられる。福子と鈴は安堵するが、萬平は周囲が国のために献身するなかで何もできないと自責する。昭和20年（1945年）8月に終戦を迎え、同年秋に帰阪した三人であったが、自宅は空襲で焼失したため、近くに住む次姉・香田克子の家に身を寄せる。物々交換や闇市へ私財を売るなどして喰いつなぐなかで世良と再会し触発された萬平は、戦争で身分を証明する術を失い困っている人が多いと聞き、印鑑の製造販売を始める。商売が軌道に乗り始めたある日、復員兵の神部茂が香田宅に空き巣に入る。萬平と福子に親切にされ親しみを持った神部は、克子の子どもたちの家庭教師として香田家に居候する。やがて克子の夫の忠彦が復員し帰宅、印鑑業も同業者の発生で下火となり、萬平と福子は世良が紹介する泉大津の倉庫で商売を始めるため転居を決意。話を聞いた鈴と神部も立花夫婦に同行することを決める。

### 泉大津塩製造・ダネイホン開発編（昭和21年 - 昭和25年）
昭和21年（1946年）5月、4人は泉大津の海岸にある旧陸軍が使っていた倉庫兼住宅に入居。萬平は、倉庫の中に残された多くの鉄板を利用しての商売を考えるなか、近所のラーメン屋「清香軒」が、市場で食塩が高騰し入手できず悩んでいると知り、製塩業を始めることを決意、赤穂に神部と赴いて製法を学ぶ。その結果、多くの人手が必要と判明し、神部は大阪難波の闇市で従業員集めに奔走。福子も、萬平を支えるべく協力する。従業員は15人集まり、賄いをする福子と鈴の手伝いに、週末のみ克子の長女・タカが加わる。準備に1週間かかり、ようやく塩ができ上がったものの、労力の割に生産量は少量という現実に従業員らは言葉を失う。しかし、でき上がった塩を貰って「本来の味を作れる」と「清香軒」の店主夫妻から感謝された従業員らは、労働への意欲を掻き立てられる。こうして起業した「たちばな塩業」の塩が世良により初出荷されるが、錆の混入を理由に当初見積もりから半額の収益となる。萬平は世良から闇市への出荷を勧められるも断り、従業員らとひたすら精進し、純度の高い塩が出荷できるようになると収益も安定する。しかし世良が萬平らに内緒で一部の塩を闇市に横流しして私腹を肥やしていると知った福子は、大阪経済界の実力者・三田村亮蔵に萬平の正規の方法に拘った商売や心意気を訴える。結果、三田村から投資を受けられることとなり、三田村に便乗する形で世良からも投資を受け、横流しの件は水に流す。同時期に福子の妊娠が判明。萬平の態度や従業員らの本音を知った鈴が臍を曲げて家出する騒動を経て、1947年、長男・源が誕生する。一方、三田村から受けた投資で新たな事業を始めたいと考えていた萬平は、栄養失調で苦しむ人々を目の当たりにした経験から、栄養食品の開発に乗り出す。
不平等な労働から生じた従業員同士の軋轢、家庭を顧みない萬平と福子の不和、それらの和解を経て栄養食品「ダネイホン」が完成し、大阪の病院での売れ行きが好調となる。そして経理・営業担当として真一を採用した矢先、従業員らが倉庫で見つけた手榴弾で密かに行っていたダイナマイト漁が反占領クーデターを企んだ疑いをかけられ、萬平と従業員、さらに倉庫を紹介した世良が進駐軍に逮捕される。福子や萬平を支援する人々の訴えや、萬平の信念が憲兵の心を動かし、最終的には現場検証で無罪が認められて釈放されたものの、逮捕の事実が信頼を損ない塩の専売局から取引停止を言い渡されてしまう。萬平と福子は製塩業を廃業し「ダネイホン」の専業に舵を切ることを決め、社名も「たちばな栄養食品有限会社」と改名する。商品改良により大阪市場での売れ行きも伸びて行き、やがて世良の協力を得て東京へ営業販売を始める。そして大々的な広告戦略もあって「ダネイホン」は有名になりヒット商品となるが、従業員を夜学に通わせるための奨学金が進駐軍から脱税行為と見なされて、萬平は逮捕され軍事裁判で懲役4年 罰金7万円の有罪判決を受ける。萬平を支持する弁護士・東太一の指導で、「ダネイホン」の販売権を「豊村商会」へ売却し7万円の罰金の支払いは解決したものの、国税局に追徴課税10万円を課される。東は不当な課税と見解するも国や進駐軍に太刀打ちできないと判断し「たちばな栄養食品有限会社」を売却して企業を解散させ、売却金で新たな事業を始めることを萬平に提案。萬平は断腸の思いで受け入れる。東と三田村の協力で企業売却と従業員らの受け入れ先を手配し、泉大津を離れた福子は、再び香田家に移り、長女・幸を出産。その直後、国税局が福子の私物を家宅捜索し、売却金が入金された通帳と印鑑を没収する。東は国を訴える準備を進め、奨学金は非課税であり冤罪であることを新聞社の伝手で広め、世論を味方につけて行く。国税局からは釈放を交換条件に告訴取り下げを打診されるも、萬平は正義感から取り下げを認めなかったが、福子に諭され発明家として人々を喜ばせるため出所することを優先し取り下げを承諾する。釈放され、妻子とともに香田家に身を寄せた萬平は、織物業「大鳥屋」の店主・大鳥勘一から、新たに設立される池田信用組合の理事長就任を懇願される。福子からは本職との違いを理由に反対され悩む萬平であったが、真一の助言を受け、理事長に就任する決意をする。

### 池田信用組合理事長就任から即席ラーメン開発編（昭和32年 - 昭和33年夏）
萬平が理事長に就任してから8年、一家は池田市内の一軒家で安定した生活を送っていた。そして子供が学齢期になり暇をもて余す様になった福子は近所のパーラー「白薔薇」でパートタイマーとして働き始めていた。ある日、女学校時代からの親友・桑原敏子から、知り合いの町工場「織田島製作所」への融資を萬平に頼むよう依頼される。織田島製作所が「万能調理器」（ミキサー）を開発中であることを知った萬平は、100万円の融資を即決しただけでなく、毎日定時で退社しては織田島製作所に通い、開発協力に没頭する。しかし池田信用組合の親銀行である梅田銀行から神武景気の終了を受け、全ての融資案件を停止するよう通告される。萬平は織田島製作所へ融資継続させたいため、自宅の土地建物を担保に入れることを鈴と福子に提案。鈴は猛反対するが、福子は萬平の本来やりたいことをさせたい願いから、承諾する。そんな萬平の熱意や銀行の担当者に織田島製作所の開発を見せたことで、一時は融資の存続が決まったものの、梅田銀行の人事異動により一転。融資金の回収を命じられ、立花家の資産も差し押さえられ、信用組合の窓口では取り付け騒ぎが起きる。最終的に信用組合と池田の産業を守るため、萬平は梅田銀行の人間に理事長職を託し、辞任する。
こうして昭和32年（1957年）暮れ、一家は家賃2000円の借家に転居、鈴は香田家に身を寄せる。年が明けて発明家に戻った萬平は、主婦の仕事の軽減に着目した結果、簡単且つ短時間でできるラーメンの開発に乗り出し、裏庭に「即席ラーメン研究所」を設け没頭する。そんな萬平の様子を没落と判断する人々からは陰口を叩かれ、子供たちはいじめに遭うが、萬平の成功を信じて家族一丸で彼を支えて行く。
試行錯誤の末、萬平はラーメンスープを完成させ、次は麺作りに取り掛かるが様々な方法を試してもうまくいかない。そんなある日、敏子からおすそ分けでもらったエビを福子が天ぷらにしているのを見て、萬平は麺を揚げることを思いつく。かつてダネイホン作りで世話になった、神部の知人・近江谷に揚げた麺を調べてもらうと、その断面はまるで高野豆腐のようにスポンジ状になっていることがわかった。ついにラーメンが完成し、香田家や「白薔薇」で試食会を行う。お湯を注ぎ、3分待ちできあがったラーメン。各所での試食会は大成功に終わり、夜に訪ねてきた真一もラーメンを食べて「革命的な発明だ」と絶賛。彼は池田信金を退職して萬平のラーメン作りに携わりたいと言い出した。さらに、世良も訪れ世良商事で売り出させて欲しいと切り出した。本格的な量産体制が始まり、学校から帰ってきた子供たちもラーメンの包装を手伝うほどの忙しさだが、発売日目前、福子が過労で倒れてしまう。事態を重く見た鈴が再び立花家で同居して、彼女もラーメン作りを手伝うようになると、ようやく福子の負担は半減された。
昭和33年（1958年）夏。ついに世界初の即席ラーメン・『まんぷくラーメン』が発売される。しかし大急百貨店で試食販売を始めたものの、中々『まんぷくラーメン』の良さがわかってもらえず一同は頭を痛める。そんなある日、香田家でテレビを見ていた福子はコマーシャルを作ることを思い立つ。神部がコマーシャルの絵コンテをいくつか提案し、福子と源・幸が出演したコマーシャルのおかげでようやく売り上げが軌道に乗り始めるが、大問題が発生する。『まんぷくラーメン』の模倣品が発売されているというのだ。しかもその中の一つは、『まんぷくラーメン』に味まで似ているという。最近になって急に退職した社員がいたことを思い出した真一。さらに、福子が出演したコマーシャルまで模倣されたことを知り萬平は怒りが収まらない。真一と世良が件の食品会社に怒鳴り込んで抗議するが「テイコー食品」社長・猿渡は開き直る。普段声を荒げることがない真一が激怒する姿に福子と鈴は驚く。
後日改めて「テイコー食品」に厳重に抗議するも相変わらず開き直る猿渡に対し、萬平は特許を出願する策に打って出る。ところが、「テイコー食品」も模倣品・『本家まんぷくラーメン』の特許を出願していると知り、驚く萬平。だが、即席ラーメンの特許を認められたのは「まんぷく食品株式会社」だった。萬平は「一人勝ちだ!!」と喜ぶが、福子は複雑な心境になっていた。模倣品が淘汰されたとはいえ、昭和34年（1959年）、粗悪品の即席ラーメンは発売され続けていたのだ。福子は現状を目の当たりにし、「このままでいいんですか?」と萬平を諌める。萬平は特許を他社に公開することを決断し、各社を回るも相手にされず途方に暮れる。福子から話を聞いた世良は、元食糧庁長官だった衆議院議員・土井垣に相談。土井垣の提案で「即席ラーメン協会」が設立され、萬平は初代会長に就任する。さらに、かつて銀行の抵当に入れた家に住む人が引っ越すことになり、再びあの家で暮らそうと切り出した福子だった。

### カップ麺開発編（昭和45年5月 ‐ ）
まんぷくラーメンが発売されて11年が経った。昭和45年（1970年）、大阪では日本万国博覧会（大阪万博）が開催され、一家は元いた家で暮らしていた。源は23歳になりまんぷく食品に入社し、幸は21歳になり大学に通っていた。即席ラーメンは飽和状態で倒産する企業もあり、「まんぷく食品」は焦りを感じていた。新しい商品を開発してはいたものの、まんぷくラーメンの売り上げを超えるものはできていなかったのだ。世良にも画期的な商品を開発するよう言われ、萬平は頭を悩ませる。しかし、即席ラーメンの国内販売はもう頭打ちで、輸出も伸び悩んでいた。そのことを萬平が福子に言うと、福子はかつてまんぷくラーメンをアメリカへ営業に行った際のことを思い出す。アメリカにはどんぶりも箸もなかったため、アメリカの担当者が紙コップに麺を割り入れ湯を注ぎ、それをフォークで食べたのだ。その話から萬平は「容器に入ったラーメン」を開発することに決め、まんぷくラーメンとは麺も味も変えることを決意。自分は家でスープを開発し、会社の開発チームには源を始めとした若手を起用する。新商品の名前は、世界市場を視野に入れていることやこれまでの概念を覆すという意味で『まんぷくヌードル』とした。
その日の夜、立花家には幸が万博で知り合った外国人のレオナルド、ビリー、トムが来ていた。麺はそのままで、新しく開発したスープのラーメンを彼らに試食してもらうと、麺がうまく巻けない、欧米人には麺をすする文化がなく食べにくいなど多くの問題が浮き彫りになる。萬平は麺の長さをまんぷくラーメンの半分にすることを決めた。
萬平は家で麺の揚げ方を研究し始める。福子が「天ぷらは油の中から浮かび上がったころが食べ頃」と呟いたことをヒントに、型と麺の上部にすき間ができた状態で揚げたところ見事成功する。同時に麺の上下の密度が変わり、お湯を注いだ麺が戻りやすくなるという利点もあった。一方、「容器に入ったラーメン」のための容器やスープの開発が進まない開発チームに萬平は激怒する。それを見た真一は福子に萬平を諭すように頼み、福子は「あなたが足を止めてあげるべきだ」と諭す。その言葉を聞いた萬平は、開発チームに「一緒にまんぷくヌードルを作ろう」と言う。
その頃、幸はレオナルドと良く会うようになり、鈴は彼女が立花家の玄関前でレオナルドと抱き合うのを見てしまう。やきもきする鈴だが、福子は見守ることにした。しかしあるとき、幸の様子がおかしいことから福子が事情を聞くと、レオナルドにはアメリカに婚約者がいてまもなく帰国するのだという。幸の初恋はこうして終わりを告げたが、翌日、吹っ切れた様子で朝食を取る幸の姿に一安心する福子だった。一方、源はヌードルに入れる具材の製造方法を探していたところ、フリーズドライという製法を発見。開発チームには後日、フリーズドライ食品を製造する装置が導入された。
萬平はヌードルに入れる具材の一つ・肉の製造・加工を引き受け、福子とともに自宅で試作を始める。源たち開発チームは、200種以上のエビを試したが、すべて問題点があって使えなかった。そんな中、神部がホテルで食べたシュリンプカクテルに使われていたプーバランというエビに目をつける。その他、スクランブルエッグなどを入れてようやく商品の形ができた。ところが、製造ラインからある問題を明かされる。「麺を容器に入れる工程で、麺が中で崩れる」というのだった。自宅で麺をカップに入れる作業を繰り返す萬平。その頃、鈴の具合が悪くなり、「腸に異常がある」とのことで一時入院する。さらに、腸が破裂してしまった鈴の容態が急変し、緊急手術が行われる。手術は成功したが、鈴は大腸憩室症という重病だったことが判明する。
ヌードルをどうやって容器に入れるか試行錯誤を繰り返す日々の中、萬平は部屋の天地がひっくり返る夢にヒントを得てヌードルに容器をかぶせる方法を思いつく。パッケージのデザインは、忠彦の弟子・名木純也が手がけることになる。気が弱い性格の彼は、プレッシャーに悩みデザインが思い浮かばず苦悩していたが、「白薔薇」のママからも励まされて出来上がったデザインは萬平たちから合格点をもらい、ついに『まんぷくヌードル』は完成。発売の日を迎えたのだった。
ところが、発売したはいいものの、当初の予想の3分の1ほどと売上げが伸びず、社員たちは困惑する。小売店からは「100円は高すぎる」との声も来ており、やはり問題は値段だと社員たちは値下げを提案するが、萬平は100円にこだわる。しかしまんぷくヌードルは在庫が相当たまっており、製造をストップするまでになっていた。萬平は小売店では売らず他の販売ルートを考えることを提案し、夜中に働く人のいるタクシー会社やホテルに営業がかけられる。その結果、タクシー会社が大量に購入してくれるようになり、夜中に働く人に好評なら、夜中に買える店があればいいと福子の考えから着想し、萬平はお湯まで注がれその場で食べられるような装置を付けた自動販売機での発売を決定する。また、まんぷくヌードルの他の利点を聞いて回っていた福子は、「古い世代にはまんぷくヌードルの良さが伝わりにくい」ということを牧から聞く。
皆がまんぷくヌードルの売り方に悪戦苦闘する中、鈴は咲と夢で話す。「最後にみんなに『ありがとう』と言えたため悔いはない」という咲の言葉を聞き、鈴は生前葬をあげたいと言い出す。福子と萬平は例の少ない生前葬に難色を示すが、幸や源が賛成したこともあり鈴の生前葬は無事とり行われる。その後、今までのことを思い出していた福子は「まんぷくヌードルの良さが分かるのは、頭の柔らかい人たちだ！」と気づき、若者に狙いを定めて売り出すことにする。ちょうどそのころ、歩行者天国が大阪でも行われることが明らかになり、萬平は歩行者天国に出店することを決意。若者たちにまんぷくヌードルを歩きながら食べてもらうことにした。また、萬平は福子に、「歩行者天国がきっかけでまんぷくヌードルが成功したら、次の商品を考えるために、仕事を1、2か月休んで、二人で世界の麺料理を食べる旅行に行こう」と提案し、福子は快諾する。
歩行者天国でのまんぷくヌードル販売は大成功。萬平は福子に改めて感謝の気持ちを伝え、二人は無事旅立つ。
季節は変わり、春。福子と萬平は「今はクアラルンプールにいて、次はタイに向かう」ことを鈴への手紙で明かす。二人は屋台で麺を食べながら、おいしさと楽しさを噛み締めるのであった。

## 登場人物

### 主人公
今井福子（いまい ふくこ） → 立花福子（たちばな ふくこ）
演 - 安藤サクラ
本作の主人公。大正9年（1920年）8月16日生まれ。友人や知人らからの愛称は「福ちゃん」。
小学生のころに父親を亡くし、貧しいながらも母や姉たちに愛されて育った。美味しいものを食べることが好き。
昭和13年、高等女学校卒業後「大阪東洋ホテル」に就職。交換手として電話交換室に配属後、失敗の謝罪相手の外国人客に英語を評価されたのをきっかけに、程なくフロント係に昇格する。萬平との結婚を機に退職。
咲の結婚式の出し物をきっかけに萬平と出会う。萬平と再会後に告白され、交際を受諾する。咲の病気と死、萬平の逮捕と2人の間には様々な出来事が起こるが、周囲の後押しや萬平への強い想いにより、萬平と結婚する。
「たちばな塩業」の経営が順調だった昭和22年に長男の源を出産。萬平が脱税の容疑で服役中であった昭和24年に長女の幸を出産。
8年後の昭和32年時点では、パーラー「白薔薇」でアルバイトしている。萬平が池田信用組合を退職後、即席ラーメンを開発・発売開始した昭和33年夏に、「白薔薇」を退職。「まんぷくラーメン」の売り上げが伸び悩んでいたころ、テレビコマーシャルを製作することを発案。自身と子供たちが出演することに。
楽観的でおっとりとしているが、機転が利く性格。萬平の発明家としての才能を信じており、献身的に支える。当初は萬平の強引とも取れる行動にただついていくだけだったが、萬平が「ダネイホン」の味を改良するのに苦戦していたときにはワカメを昆布に変えることをアドバイスする、彼が暴走した際には何が大切なのかを諭すなど、経営者の妻として成長していく。夫と母との間に挟まれる苦労人な一面もある。辛い時も明るく振舞うことが多いため、それを知っている家族や友人から心配されることもある。
照れた時や困惑した時などに髪を触る癖がある。
日清食品創業者である安藤百福の妻の安藤仁子がモデル。

### 福子の家族・親族

#### 立花家の人々
立花萬平（たちばな まんぺい）
演 - 長谷川博己
福子の夫で発明家。たちばな工房社長→理創工作社社長→たちばな塩業社長→たちばな栄養食品社長→池田信用組合理事長→無職→まんぷく食品株式会社社長兼日本即席ラーメン工業協会初代会長。明治43年(1910年)3月5日生まれ。痩身で背が高く、眼鏡をかけているのが特徴。一人称は「僕」だが、感情が高ぶると「俺」になる。
実直且つお人好しな性格である反面、良く言えば意志が強い、悪く言えば頑固で偏屈なところがある。人々の役に立てるものを作ることをモットーにしている。発明家・技術者としての確かな発想や才能を持っており、実行に移すための行動力も持ち合わせている。その一方で、熱中すると周りが見えなくなる、後先を考えず強引に物事を進める、金銭面に無頓着で利益を考えないなど、経営者としては致命的な欠点を持つ。良くも悪くも発明家気質で、社長には向いておらず、それゆえに福子を始めとした周囲が支えていく必要がある。萬平自身もその点を自覚しており、気にしている節がある。また、他者の心の機微に疎いところもある。
幼いころに両親を亡くして以後、各地を転々としてきた経歴を持つ。25歳時に独立起業。昭和13年に加地谷を共同経営者として受け入れ、社名を『理創工作社』に改名してからは、開発・製造を担当している。
咲の結婚式の出し物をきっかけに福子と出会う。その時見せた、彼女のスピーチと嬉し涙に心を惹かれ、再会した後に福子に告白をする。福子と交際を始めるも、咲の病気と死、自身が逮捕されるといった出来事が起こるが、福子への強い想いと周囲の後押しによって結婚する。
太平洋戦争中は、2回召集令状を受けるが、入隊検査でいずれも不適格とされ、人々の役に立てない挫折感を抱く。
終戦後の昭和21年、泉大津へ移住し『たちばな塩業』を開業。
三田村と世良からの投資を得たことで、新しい事業開始を考えるなか、福子の産後の肥立ちが悪かったことや戦後の人々が栄養失調で苦しむ姿を見て、栄養食品の開発を決め『たちばな栄養食品研究室』を設立する。
開発の試行錯誤や、研究班と製塩班の従業員同士の対立、研究に熱中するあまりに発生した福子との不和と和解を経て、『栄養』という意味のドイツ語 "Die Ernährung" からとった栄養食品『ダネイホン』を完成させる。三田村の助言と福子の発案から病院への販売を開始するが、進駐軍により反乱の疑いをかけられ従業員らと共に逮捕される。
牧や三田村などの証言や手榴弾を使った漁が実証されたことからのちに釈放。
進駐軍に逮捕されたことから塩作りを続けるのが難しくなったため、社名を『たちばな塩業』から『たちばな栄養食品』に変更して『ダネイホン』一本に絞り経営をする。
しかし、社員に奨学金として渡していたお金に対して脱税とみなされ、再び進駐軍に逮捕される。そして裁判にかけられ、重労働4年 罰金7万円の有罪判決が下る。
東の調べで、奨学金は非課税であることが判明し、冤罪（不当逮捕）であることがわかり国を相手取り告訴。東と世良がマスコミにその情報を流し、税務署と進駐軍は世間から非難されるようになり、税務署から司法取引を持ちかけられるも断固拒否。
東から事情を知らされた福子から告訴を取り下げるよう懇願され、告訴を取り下げた後、釈放される。
香田家に身を寄せていたころ、呉服店店主（後述）から池田信用組合の理事長に就任するよう請われ、悩んだ末承諾。
昭和32年時点で理事長の職にあったが、『織田島製作所』への融資がきっかけとなり発明家の血が騒ぎ出し、織田島たちと共に万能調理器製造に携わるようになる。万能調理器製造にあたり、自宅を抵当に入れた。のちに景気が後退しだしたことで池田信用組合へのとりつけ騒ぎが起き、『織田島製作所』への融資を続けてくれるようメインバンクの『梅田銀行』へ直接交渉し、理事長を辞任した。
自宅が差し押さえられた後は、借家へと引っ越した。福子と屋台のラーメンを食べに行ったことがきっかけとなり、即席ラーメンを開発することに。
試行錯誤の末鶏がらスープを完成させ、麺作りに取り掛かるも中々上手くいかず苦戦するも、福子が敏子からおすそ分けでもらったエビで天ぷらを揚げているのを見て、麺のヒントを思いつき麺を蒸し、チキンエキスをじょうろで麺にかけて油で揚げる方法を開発。香田家とパーラー『白薔薇』で試食会を行い、一同から絶賛されたことで発売に乗り出すことを決断。商品名を『まんぷくラーメン』にした。
食中毒を起こすなどの粗悪な類似商品も出る中、土井垣隆三の提案を受けて、日本即席ラーメン工業協会（NSR）を作り、会長に就く。
昭和45年時点で還暦を迎えているが、精力的に仕事に取り組んでいる。飽和状態にある即席ラーメン市場を踏まえ、まんぷく食品がまんぷくラーメンを越える商品を未だ開発できていないことに危機感を抱いていたが、福子とのアメリカへ行った際の思い出話からヒントを得て、容器入りの即席ラーメンの開発を決意する。
試行錯誤の末、世界で最初の即席カップ麺・『まんぷくヌードル』を完成。定価を100円にして売り出すも、取引のあるスーパーなどが値下げする動きに出たことから、別の販路を考えるよう岡たち営業部に厳命。源たち開発チームにも、営業活動を命じた。
日清食品創業者の安藤百福がモデル。
今井鈴（いまい すず）
演 - 松坂慶子
福子・咲・克子の母。明治24年7月18日生まれ。
夫は会社経営者であったが、投機的な性格で家族に苦労をかけた末、福子の小学校卒業直前に他界した。そのため、経営者・発明家・芸術家といった不安定な職業の男性を嫌い、娘たち（かたや孫である幸にも）には安定した職業の男性との結婚を望んでいた。
源義経の末裔を自称し「私は武士の娘です」が口癖だが、家系図などは残っていないため真相不明と福子は思っている。泥棒として侵入した神部を怒鳴りつける、製塩業の従業員らの騒動を一喝して黙らせるなど表向きは毅然としているが、内面は非常に心配性で、娘たちと自身の幸せを願うあまりに、ことあるごとに口を挟む。また虫（特にカエルやムカデ）や鳥や動物を見ると悲鳴を上げるほど苦手で見栄っ張りで世間知らずでプライドが高くワガママで自己中心的で、思慮に欠ける発言をし福子たちを困らせることもしばしばだが、最終的には折れる形で福子たちの意志を認めることも多い。文句を言いながらも福子たちを手伝ったり、従業員らを気にかけたりするなど、なんだかんだで世話好きで面倒見がいい。福子同様に美味しいものを食べることが好きな一面があり、良くも悪くも素直に味の感想を述べるため、しばしば萬平の商品開発のバロメーターにもなっている。
萬平が安定しない職であることから福子との交際を猛反対するが、福子と萬平の強い意志と周辺の人々の後押しにより、渋々二人の結婚を認める。戦時中は福子夫婦と共に黒竹村へ疎開し、終戦後は自宅が焼失したために克子の家に身を寄せる。福子たちの転居予定を知ると、はんこ屋の仕事と忠彦の両親からの援助を受ける生活を潔しとせず、ともに泉大津へ渡る。
『たちばな塩業』開業により、福子とともに従業員らの賄いをする。自身を尊重しない萬平と従業員らの対応に憤り家出をするも、忠彦との会話で機嫌を直し福子の出産と同時期に立花家に戻る。萬平が池田信用組合の理事長に就任してからも福子たちと同居していたが、昭和32年の暮れに萬平が理事長を辞任し、自宅が売却された際は香田家に身を寄せる。昭和33年に真一から好美との再婚の話を切り出される。咲とのこともあり当初は戸惑うものの、真一と好美の言葉に心を動かされ、二人の結婚を祝福した。
昭和33年夏、『まんぷくラーメン』発売日目前に、福子が倒れたことがきっかけとなり、再び立花家で同居を開始。自身もまんぷくラーメン製造や経理に携わって支援することに。発売当日。大急百貨店で福子・萬平と共に、試食販売をしていた。
昭和45年時点では、再び元暮らしていた家で福子たちと同居。幸の恋愛問題に、気をもんでいる。萬平たちが『まんぷくヌードル』を開発している最中、突如病に倒れた。
大腸憩室症を患い、手術を受けて回復。一度病を発症してからは、自分の先が長くないことを悲観し、夢の中での咲の言葉もあり、生前葬をあげる。生前葬後は、「悟りを開いて観音様になった」と表情も柔らかくなるが、萬平や福子に小言を言うのは変わらない。
立花源（たちばな げん）
演 - 西村元貴（幼少期：久保蓮生・少年期：二宮輝生）
萬平と福子の長男。1947年4月生まれ。萬平が考えた平賀源内を由来とした名前「源内」と、鈴が考えた源義経を由来とした名前「義経」の間をとり、福子が「源」と命名する。
昭和32年時点で、小学生。父親に似て好奇心旺盛で手先が器用であり、年相応に悪戯好き。
父・萬平の即席ラーメン製造計画を突拍子もないと学校の同級生たちにからかわれていじめられたり、喧嘩になって相手を殴るなどしており、幸とともに即席ラーメン作りに猛反対する。しかし即席ラーメンが完成した際には『まんぷくラーメン』の名称を発案し、幸とともに製造を手伝うなど、父・萬平を世間に誇れる存在として見直す。
昭和45年の時点で『まんぷく食品株式会社』に縁故入社。大学時代は周りに流され、学生運動に打ち込んだが友達が就活に行く中、本人も飽きてしまい当の就活も働きたくないと全くしないまま切羽詰まった結果である。
まんぷく食品では、新商品開発チームに抜擢される。容器担当。まんぷくヌードルの中に入れる具材について悩んでいたが、フリーズドライ製法を発見し、さらに家での朝食に出たスクランブルエッグを具材にすることを提案する。
最初は仕事に乗り気でなかったが、様々な経験をすることで仕事に面白みを見出していく。
安藤百福・仁子夫妻の長子で日清食品ホールディングス株式会社CEOである安藤宏基がモデル。
立花幸（たちばな さち）
演 - 小川紗良（少女期：三宅希空）
萬平と福子の長女。1949年生まれ。幸せが来るようにとの願いと、福子と合わせて「幸福」となる語呂合いから、脱税の濡れ衣を着せられ服役中の萬平により命名される。
昭和32年時点で、小学生。
昭和45年時点では、大学生。英語を流暢に話すことができる。大阪万博で出会ったレオナルドと交流するうちに仲良くなり、恋心を抱くようになる。しかし、レオナルドからアメリカに帰国することと、彼の婚約者と結婚することを告げられショックを受けていたが、福子によって励まされ、元気を取り戻す。
「ウーマンリブ」など、現代的な考えを持つ。思ったことをはっきり言う性格で、父を時代遅れと評して度々萬平と衝突を起こす。

#### 香田家の人々
香田克子（こうだ かつこ）
演 - 松下奈緒
福子の8歳上の次姉。専業主婦で4児の母。旧姓：今井。明治45年1月26日生まれ。福子の小学校卒業直前にはすでに結婚し家を出ている。
長姉・咲と対照的に物事をはっきりと言う気が強い性格で、今井家の三姉妹の中では最も気質が鈴に似ている。お転婆な福子を姉としてたしなめることが多い一方で、姉の咲とはどちらかと言うと、姉妹というよりは親友の様な関係で、彼女を呼び捨てで呼んでいる。
家を失った福子たち一家を香田家に住まわせたり、萬平や神部たち社員が反乱の容疑で逮捕されたときはダネイホンづくりを手伝うなど、福子や萬平を支える。
夫の職業に理解を示し支えている一方で、忠彦が美人画に転向しモデルを雇うようになってからは気が気でない日々を送る。
神部が即席ラーメンの模倣品発売で連日帰宅が遅くなり、タカと険悪な雰囲気になった際には娘に代わって神部を説教し、娘夫婦の和解のきっかけを作る。
昭和45年時点では、育児に関心の薄い夫に不満を持つタカを宥める一方で、忠彦の弟子の名木の存在に大介が影響されるのではと危惧する。
香田忠彦（こうだ ただひこ）
演 - 要潤
克子の夫。福子の義兄で、画家を生業としているが、自身の好きなものである鳥しか描かないために生計は立てられず、両親からの援助を受けている。
穏やかかつ家族想いな性格で、勝気な一面がある妻や娘に言い負かされることも。画家の仕事に誇りとこだわりを持っている。
福子と萬平の結婚式の前に召集令状をもらい出征。終戦の2ヶ月後にフィリピンから帰還するが、戦場で照明弾の光を至近距離で浴びた影響で目を負傷し、緑色と赤色が判別できなくなる障害を負っていた。そのため一度は画家の仕事を諦めようとしたが、絵を描く情熱を捨てられず、色が判らないなりに今までと違う絵が描けるかもしれないと思い直し、再び筆をとる。昭和21年5月には寒色を基調とした絵が展覧会で400円で売れたものの、複雑な心境に。
タカを「浮世離れした美人」と評して、製塩業の男たちの賄いの手伝いに行かせることを反対するなど、克子やタカ本人が呆れるほどの親馬鹿な一面もある。タカの神部に対する恋心を知り当初は反対するが、神部が進駐軍に拘束中、神部の身を案じていたタカを見かねて、タカが女学校を卒業する条件で二人の結婚を認める。しかし神部の釈放後には結婚を認めたことを後悔するとともにタカの学力や将来のため、タカに大阪帝大進学を勧める。
昭和32年時点では画家として安定した日々を送りながらも、自身の描きたい絵について悩み、結果、美人画を描くことに転向する。昭和33年、モデルとして雇った木ノ内秀子から既成概念をぶち壊すよう促され、抽象画を描き始める。
昭和33年に、萬平から『まんぷくラーメン』のパッケージイラストを依頼されるが、イメージが思い浮かばず苦悩する。だが、タカが初孫・大介を出産した当日にデザインが思い浮かび、産科から飛び出してパッケージ画を描き始め完成させた。
上述にある、神部とタカの問題では風呂場で神部を諌めていた。
昭和45年時点では弟子（後述）を取っているが、感情豊かな性格で頭を痛めている。
病気で花見に行けない義姉の咲のために、見事な桜の花の絵を描いて贈り咲夫妻を感激させた。
香田タカ（こうだ たか） → 神部タカ（かんべ たか）
演 - 岸井ゆきの（幼少期：武内煌・松田苺）
克子と忠彦の長女で、福子の姪。源と幸の従姉。大柄で長身の両親とは違い小柄。気配りができる明るい性格で、母親譲りの気の強いところもある。
昭和21年5月の時点では女学校に進学している。福子に頼まれ、製塩所の従業員の賄いで忙しい福子と鈴を週末のみ手伝っている。
神部とは互いに好意を抱いた後に交際に発展し、女学校を卒業したら結婚をする約束をする。しかし父の考えが変わり、婚期は大阪帝大卒業後に延期される。昭和24年に大阪帝大に合格。
昭和32年時点では、神部と結婚している。昭和33年の初め、妊娠3か月と判明。タカが妊娠中にも関わらず即席ラーメンを開発する萬平に興味を示す神部に複雑な気持ちを抱く。その後、男児・大介を出産。しかし、『まんぷくラーメン』の模倣品問題で連日帰りが遅い神部に対し、不満を募らせ泣き暮らすようになるも、克子が神部をきつく諌めたことで神部が早く帰宅するようになり、心の平穏を取り戻す。
昭和45年時点では、学校で問題を起こしがちな息子に頭を悩ませており、息子のことに放任気味な神部に対しても不満を抱いている。
神部大介（かんべ だいすけ）
演 - 川口調
タカと茂の長男で、吉乃・重之・学の甥で、麻美の従兄。克子・忠彦の孫で、鈴の曾孫で、福子と咲の大甥。
昭和45年時点では、小学生。タカからは「子供らしくない」と言われるほど、理屈っぽい性格。クラスメートや担任の女性教諭を泣かせるなど、なにかと問題を起こしている。
香田吉乃（こうだ よしの） → 岡吉乃（おか よしの）
演 - 深川麻衣（幼少期：網本唯舞葵・奥野此美、少女期：濱田優音）
克子と忠彦の次女で、福子の姪。源と幸の従姉。
昭和32年時点で、OL。
マイペースな性格。好きな男性のタイプは『武骨な人』。『白薔薇』へ会社の同僚と一緒に来た際、岡と森本に一目惚れされる。後に、2人が香田家へ一緒に現れ告白されるも、戸惑っていた。
昭和45年時点では岡と結婚し、娘の麻美を設けている。しかし岡が『まんぷくヌードル』の開発および営業のため、帰りが遅くなるなど家庭を顧みなくなったことから、タカ同様萬平に対し不満を抱くようになる。
岡麻美（おか あさみ）
演 - 松岡亜美
吉乃と幸助の長女で、タカ・重之・学の姪で、大介の従妹。克子・忠彦の孫娘で、鈴の曾孫で、福子と咲の大姪。
香田重之（こうだ しげゆき）
演 - 井上拓哉（幼少期：荻野煌希・上田琳斗、少年期 :栗田倫太郎）
克子と忠彦の長男で、福子の甥。源と幸の従兄。
昭和32年時点では、家を出て東京の大学に通っている。
香田学（こうだ まなぶ）
演 - 中村凜太郎（幼少期：髙田幸季、 西村竜直）
克子と忠彦の次男で、福子の甥。源と幸の従兄。
昭和32年時点では、家を出て東京の大学に通っている。

#### 小野塚家の人々
今井咲（いまい さき） → 小野塚咲（おのづか さき）
演 - 内田有紀
福子の10歳上の長姉。
宝飾店の店員として働き、鈴、福子との3人暮らしを支えてきた。穏やかで品のある女性。
昭和13年、真一と結婚するが昭和16年に肺結核を発症。昭和17年の春に危篤に陥り、真一・福子・鈴・克子・忠彦に見守られながらこの世を去る。
死後、鈴や福子の夢枕にたびたび登場する。夢枕での咲は、相手の本音や深層心理を代弁したり、悩みや気持ちを整理させる役割を持っていることが多い。
小野塚真一（おのづか しんいち）
演 - 大谷亮平
咲の夫。証券会社勤務を経て、たちばな塩業の経理・営業担当を務める。
冷静で思慮深い性格。萬平や忠彦同様背が高く大柄なため、怒ったり凄んだりすると迫力があるものの、本人は喧嘩や争いごとは苦手。
寡黙であるため鈴から「冷たい」と思われているが、誰よりも咲を大切にしている。
咲亡き後の昭和17年の夏、召集令状が届き、出征。終戦後、北支から帰還する。
昭和22年、財閥解体のあおりを受け、勤務する証券会社が倒産。福子に誘われ、たちばな塩業に入社する。東京進出の際には「たちばな栄養食品販売有限会社」の営業本部長を務める。たちばな栄養食品解散後は会計事務所で手伝いをしていたが、萬平の誘いで「池田信用組合」に入って専務理事に就任し、萬平が去ってからも組合に残る。
友人の紹介で好美と交際し、昭和33年に再婚を考えている相手として福子たちに紹介する。
昭和33年に、萬平が『まんぷくラーメン』を売り出す際、試食して「革命的な発明だ!」と驚き絶賛。「池田信用組合」を退職して即席ラーメン売り出しに携わりたいと切り出した。
『まんぷくラーメン』の模倣品・『本家まんぷくラーメン』を販売した「テイコー食品」に世良と乗り込み猛抗議するも、猿渡社長（後述）がのらりくらりとかわした挙句断固拒否すると告げられ、激怒。あまりの剣幕に、福子と鈴を驚かせた。
昭和45年5月の時点では、まんぷく食品専務に就任している。
本城好美（ほんじょう よしみ）→ 小野塚好美（おのづか よしみ）
演 - 東風万智子
真一の再婚相手。3年前に前の夫を亡くしてからは二人の子供（花子・和光）を女手ひとつで育てていた。洋裁が得意で生計を立てている。
咲とは対照的に明るく話好きな性格で、福子よりも年下（昭和33年時点で35歳）。真一が亡き妻のことを今も想っていることを理解している。

### 大阪東洋ホテルの人々
保科恵（ほしな めぐみ） → 牧恵（まき めぐみ）
演 - 橋本マナミ
福子のホテルの先輩。美人で仕事ができることから、入社当初から福子にとっての憧れの存在になっている。
昭和13年、外国人客から福子の評判を聞き、フロント係昇格に推薦する。
昭和17年夏ごろ、恋愛経験がないことを悩む中で野呂と牧からの告白を受けて、初めてモテたことに舞い上がるとともに優柔不断な態度をとり続け、三角関係が続くが、福子の結婚後に牧と結ばれる。
牧との結婚生活を経て、恵自身の自己紹介も右手を左胸に当てて「妻の(少しためて)恵です」と言うスタイルに変化していた。
野呂幸吉（のろ こうきち）
演 - 藤山扇治郎
福子の先輩同僚。調理師。想いを寄せる女性に缶詰を渡す癖がある。
当初は福子に片思いするが、その想いは彼女に気づかれることなく失恋。しかし、失恋後は即座に恵に心変わりし告白する。昭和19年春の時点で既に出征して、その間に恵が牧と結婚したため再び失恋。
昭和23年時点では、ホテルを進駐軍に接収されたために、独立しレストランを営んでおり、変わらず独身である。
伴健三
演 - 三角園直樹
調理師。野呂の先輩。
樫田うた江（かしだ うたえ）
演 - なるみ
電話交換手係の先輩。
大前田三郎（おおまえだ さぶろう）
演 - 曾我廼家寛太郎
大阪東洋ホテル支配人。

### その他の大阪の人々
三田村亮蔵（みたむら りょうぞう）
演 - 橋爪功
大阪経済界の重鎮。大阪商工会の会長。
萬平が軍事物資横流し疑惑で逮捕された際には、福子に頼まれ、神宮に掛け合い釈放させる。
戦後、泉大津に移転し製塩業を始めた萬平に3万円を出資。その資金を元に萬平が開発した栄養食品ダネイホンの営業を渋る世良に対し、闇市の商品を拒否し配給のみで食生活を送った末に餓死した裁判官である自身の友人を引き合いに出し、売り込むよう諭す。
後に末期の胃ガンを患い入院。大阪商工会の会長を退いた身でありながらも生涯最後の仕事として、「たちばな栄養食品」の売却先を探す福子に信頼できる企業3社を紹介し、従業員の再就職先を斡旋する。第二子妊娠中の福子と面会から3日後、死去する。
三田村勘介
演 - 阪東浩考
亮蔵の息子。病に侵され入院した父の跡を継ぎ「三田村興産」の社長を務めている。
加地谷圭介（かじたに けいすけ）
演 - 片岡愛之助
萬平の共同経営者。営業や折衝能力に優れているが、計算高く冷淡な性格。
昭和13年、物が売れずに悩む萬平に共同経営を持ちかけ手を組む。社名を『たちばな工房』から『理創工作社』に改名し、以来、営業を担当する。
昭和17年夏、事業方針をめぐり萬平と軋轢が生じるとともに彼の技術者としての才能に嫉妬するようになり、自身の関わった軍事物資横流しの罪を萬平に着させ憲兵に逮捕させる。しかし、世良の調査で事件の真実が明らかとなり、萬平の釈放後、北海道へ逃亡する。終戦後に大阪に戻り、闇市でハーモニカを吹きながら物乞いをする中、偶然萬平・福子と再会、萬平を陥れたことを謝罪し、自暴自棄な気持ちを吐露する。後日、萬平に使いを頼まれた神部から、励ましの伝言と印鑑を贈られる。萬平が進駐軍に逮捕されたときは証言をし、その際にチンドン屋をしていることが判明する。
まんぷくヌードル発売後、感想を述べるため立花家に電話をかけるなど、関係は良好なようである。その際、着ぐるみアクターをしながら、社長をやっていることが分かる。
世良勝夫（せら かつお）
演 - 桐谷健太
商社『世良商事』社長。自信家かつ調子者で押しが強く世渡り上手。三田村を慕っており、彼の前では上手く立ち回っている。頭の回転が良く理屈に適っているが、悪知恵が働き非合法に儲けたり、協力が裏目に出て萬平らに迷惑を被ることもしばしば。
元は萬平と同じく技術者だったが、萬平の発明家としての才能を知り、商社として売る側へ転向した経歴を持つ。発明家で職人気質な萬平とは対照的に、根っからの商人気質。軽薄な面があるものの、話術と営業能力に長け、広告やマーケティングのノウハウも持ち合わせている。個人で商社を経営しているためか修羅場慣れしており、感情に流されず冷静かつ現実的な観点で物事を見ることもある。また、新聞記者や国会議員など何かと人脈が広い。
加地谷からは産業スパイとして偵察したことなどから敵視されているが、萬平を気に入り何かと接触し、やがて「親友」と自称する様になる。福子への想いに悩む萬平に恋のアドバイスを送る。萬平のことを「立花君」と呼んでいるが、実際は萬平より2歳年下。子どものころに兄を亡くした。
三田村に自身を売り込むために、萬平の憲兵隊逮捕について調査する。その結果、加地谷が萬平をはめたことが判明し、三田村に報告する。
昭和19年時点では既に出征しており、戦後復員し闇屋として働く。再会し交流が復活した萬平に泉大津の軍が手放した倉庫を紹介する。
昭和21年時点では、世良商事を復活。たちばな塩業から塩の専売局への入荷を請け負い、萬平らに内緒で一部の塩を闇市に流し私腹にする。しかし福子に発覚し、彼女の話で投資を決めた三田村に便乗する形で、自身も塩の闇流しの収益と同額で投資をし円満解決する。
萬平に頼まれダネイホンの関東地方の病院への営業を渋るも、三田村から彼の友人が栄養失調で餓死した話を引き合いに出され、渋々承諾する。
萬平やたちばな塩業の従業員たちが進駐軍への反乱の嫌疑で逮捕された際、泉大津の物件を紹介した件で自身も連行されるが、後に疑いが晴れたことで萬平たちと共に釈放される。
たちばな栄養食品が『ダネイホン』の東京での販売を決めた際には、一般の人々に向けての販売や広告のアドバイスをし、偽物が出回った際には偽物の製造会社へ猛抗議をし、大学病院の推薦を貰う手配を進めるなど協力するが、大々的な広報が進駐軍の目に留まり萬平が脱税容疑で逮捕される遠因となる。
萬平が脱税容疑で進駐軍に逮捕され、有罪判決を受けた後は仮病を使って大阪に戻り、ことの顛末を入院中の三田村に報告。福子と東から相談を受けた三田村と共に『たちばな栄養食品』の従業員の再就職先を斡旋する。
昭和32年時点では結婚して5歳になる息子がいる。本人いわく、「嫁さんに怒られてばっかり」。『世良商事』の経営が順調でアメリカと日本を行き来する生活を送る。
昭和33年夏に、萬平が『まんぷくラーメン』を開発した際。当初は「売れないだろう」と言っていたが、「パーラー白薔薇」での試食会で絶賛し、「『世良商事』で売り出させて欲しい」と土下座し懇願。福子のコマーシャル製作にも協力した。『テイコー食品』などの食品会社が『まんぷくラーメン』の模倣品を売り出していたことを知らせ、真一とともに『テイコー食品』へ抗議に行くが、発売中止を拒否されて激怒し掴みかかろうとした真一を止めた。萬平が『まんぷくラーメン』の特許を公開することを決めた際は難色を示したものの、福子からの説得に心を動かされ、かつて食糧庁の長官であった国会議員・土井垣との面会の席を設ける。
昭和45年時点で、『まんぷく食品株式会社』と取引を続けているが、即席ラーメン業界全体が停滞している現状に苦言を呈し、萬平に「新商品を開発するべきだ」と告げたが、新商品が容器入りのラーメンであることを知ると、またもや「売れないだろう」と否定的な発言をしていた。「パーラー白薔薇」で、幸とレオナルドが一緒にいるところを目撃し、冷やかしていたが後日。当のレオナルドが別の外国人女性を歩いているところを目撃。オーナー夫妻に話していた。
まんぷく食品がまんぷくヌードルを歩行者天国で宣伝することになった際には、萬平から路上販売の大々的な宣伝を依頼され、快く承諾する。歩行者天国当日には、世良自身も路上販売に携わった。
「パーラー白薔薇」の常連客で、店では常に看板メニューのライスカレーを食べながら喋りまくっている。
世良商事・従業員
演 - 中谷由香
竹ノ原大作（たけのはら だいさく）
演 - 宮田佳典
理創工作社社員。たちばな工房時から萬平ととも働いてきた。
昭和17年の夏に赤紙が届く。同時期に萬平が憲兵に逮捕されて、萬平の性格から無実を信じるとともに加地谷の策略であることに勘付き、世良に密告する。その後の消息は物語では明らかにされていない。
鹿野敏子（かの としこ） → 桑原敏子（くわはら としこ）
演 - 松井玲奈
福子の女学校時代の親友。福子とハナとで仲良し三人娘。出征前に結納を交わした呉服屋と、終戦後に結婚。闇市で福子と再会し、池田に引っ越すと語る。
昭和32年には薬剤師として働いており、福子がアルバイトするパーラー「白薔薇」で福子と再会。「織田島製作所」への融資を萬平に頼むよう、福子に相談する。
福子が涙を見せられる数少ない1人である。
池上ハナ（いけがみ はな） → 水島ハナ（みずしま はな）
演 - 呉城久美
福子の女学校時代の親友。福子と敏子とで仲良し三人娘。戦時中に結婚し、泉大津に住む。経営者の妻として悪戦苦闘する福子に、様々なアドバイスをする。
水島賢作（みずしま けんさく）
演 - 松木賢三
ハナの夫。泉大津の地主の息子。たちばな塩業を開業したばかりで生活に困る福子に懇願され、数度に渡り金を貸す。
牧善之介（まき ぜんのすけ）
演 - 浜野謙太
歯医者。
いつも白馬『蘭丸』に乗って移動しているが、昭和17年夏の時点では軍馬として供出され、徒歩などで移動している。
咲に片思いし、求婚するが断られた過去を持つ。昭和16年の時点においても諦めず今井家を訪れようとするが、途中で出会った福子から咲の結婚を聞き、完全に失恋する。
昭和16年の冬に恵と出会い一目惚れ（この際に福子が初めて咲が入院したことを知る）し、昭和17年の夏に求婚するが、恵の同僚である野呂と恋敵の関係となる。野呂の出征と共に雰囲気が落ち着いたことが恵の心を射止め、彼女と結婚する。
萬平が進駐軍に逮捕されたときは証言をし、その際に大阪歯科医師会の理事になっていることが判明する。
萬平たちが『大急百貨店』で、『まんぷくラーメン』を試食販売していた時に開店前から恵と一緒に買い物に来ていて、外商部の顧客であることが判明。
自己紹介をする時は右手を左胸に当て、「牧(少しためて)善之介です」。
歯科助手
演 - 中谷昌代
牧の歯科医院の助手。
田窪平吉
演 - 上村厚文
牧の歯科医院の患者。
医師・小宮山健吾
演 - 笑福亭銀瓶
上本町にある「真田山病院」の医師。
看護師・柳井まつ代
演 - 吉田真由
「真田山病院」の看護師。
医師・滝荘介
演 - 門田裕
三島郡にある「攝津病院」の医師。
看護師・矢部紀代子
演 - 松原由希子
「攝津病院」の看護師。
稲村大悟
演 - 六平直政
萬平が逮捕された際、同じ牢獄にいた逮捕者。食事を拒否する萬平に、福子のために生きて釈放されるためにも食べるよう説得する。萬平が釈放される直前に、無実で釈放される。
瀬沢吾郎
演 - 要冷蔵
大阪憲兵隊の東大阪分遣隊長。
原拳三郎
演 - 木内義一
憲兵（軍曹）。
村城啓治
演 - 平原テツ
憲兵。屋台で加地谷と結託しているところを世良に目撃される。
カメラマン
演 - 海原はるか
福子・萬平の結婚式のカメラマン。
田中平助
演 - 沖村保範
昭和19年に飲料水製造機作りを萬平の元でする従業員。
大林三郎
演 - 港吉弘
昭和19年に飲料水製造機作りを萬平の元でする従業員。
宮本久典
演 - 都賀久展
昭和19年夏に壁新聞を見ながら、米軍による本土攻撃の可能性を憂いていた少年。戦後は大阪の闇市で靴磨きをしている。
戸川まさ江
演 - 松寺千恵美
疎開前の福子・萬平の近所の住人。
林たま代
演 - 西川かの子
疎開前の福子・萬平の近所の住人。
波多野茂吉
演 - 西川忠志
大蔵省大阪地方専売局の職員。
中島利衛
演 - 桑原良二
大蔵省大阪地方専売局の職員。
伊勢谷恵子
演 - 上嶋彩記子
大蔵省大阪地方専売局の職員。
大西正
演 - 川下大洋
世良と塩を取引した闇市の業者。
ラーメン屋の店主
演 - 白井良次
「呑楽」の店主。戦後の闇市でも屋台を再興した。
三原竹春（みはら たけはる）
演 - 阿南健治
泉大津の福子たちの家の近くで、中国料理店（ラーメン屋）「清香軒」を夫婦で営んでいる。終戦直後に塩の入手が困難となり、ラーメンの味を薄めにして提供していたが、萬平から最初にできた塩をもらい、感謝を込めてラーメンをたちばな塩業全従業員に振る舞い、その後もたちばな塩業と関わりを持つ。
三原まさの（みはら まさの）
演 - 久保田磨希
竹春の妻。
合田猛
演 - ドヰタイジ
居酒屋の給仕の娘
演 - 岸本華和
佐々木鉄治
演 - や乃えいじ
難波警察署の警察官。
近江谷佐吉（おうみや さきち）
演 - 小松利昌
神部の知人で、大阪帝大医学部の講師。公衆衛生講座で栄養学を研究している。ダネイホン開発に協力する。
昭和33年に、『まんぷくラーメン』を売り出す際。ラーメンの成分調査を依頼された。
ハリー・ビンガム
演 - メイナード・プラント（MONKEY MAJIK）
米陸軍憲兵隊大阪分遣隊本部に所属するMP。曹長。クーデター容疑で萬平たちを逮捕する。萬平たちを厳しく取り調べ追求するが、萬平の職人としての信念や福子の訴えから、気持ちが揺れ動く様になる。最終的に2度の現場検証も合わせて彼らが無罪と判断し、釈放を決める。
ジョナサン・メイ
演 - ブレイズ・プラント（MONKEY MAJIK）
ビンガムの部下（軍曹）で、共に萬平たちを逮捕する。
チャーリー・タナカ
演 - 岡崎体育
上記2人の部下で、雑居房の萬平たちを見張るカリフォルニア生まれ日系2世のMP。両親が大阪出身で、大阪訛りの日本語も話すが、本国で日系人ゆえに迫害を受けた経緯から日本が嫌いで、金髪の白人に生まれたかったと思っている。
たちばな塩業の社員や世良に冷淡な態度を取り続けるが、彼らが夕焼小焼を歌い出すと一緒に口ずさむようになり、釈放され去り際の萬平に「ダネイホンは言うほど不味くはない」と感想を伝え、見送る。
占部シズ
演 - 一木美貴子
『道頓堀の母』と呼ばれる程の評判の占い師。
鈴の依頼で萬平を占った際には萬平の人生を「山あり谷あり」「大器晩成型」と鑑定する。
小早川敏夫
演 - 佐藤太一郎
大阪毎朝新聞の記者。
大村繁彦
演 - 村角ダイチ
国に対して徴税反対運動をしている。
半田浩一
演 - ボブ・マーサム
大村と共に萬平を訪問する。
嶋明弘
演 - 濱口秀二
喜多村と共に池田信用組合を訪れる。
喜多村圭吾
演 - 矢柴俊博
「梅田銀行」の融資課長。人事異動で池田信用組合の担当を外れる。
矢野亮次
演 - 矢島健一
喜多村の後任で、池田信用組合の担当となる「梅田銀行」の人物。
宮下宗吉
演 - 藤本幸広
「梅田銀行」から出向し、「池田信用組合」の萬平の後任理事長となる。
花村奈保美
演 - さとうほなみ
美人画に転向した忠彦が雇ったモデル。
木ノ内秀子
演 - 壇蜜
昭和33年に忠彦が雇ったモデル。妖艶で不思議な雰囲気を持った女性であり、忠彦が抽象画を描くきっかけを与えた。
熊倉源三郎
演 - 渋谷天外
萬平と福子が昭和33年に食べたラーメン屋台の店主。戦争で家族を失って勤めていた会社もなくなり開業した。
屋台の店主
演 - 白井哲也
萬平が昭和33年に食べたラーメン屋台の店主。
松岡恵子
演 - 辻凪子
吉乃の、会社の同僚。
伊佐野真弓
演 - 倉田有紗
吉乃の、会社の同僚。
猿渡鎌作（さるわたり かまさく）
演 - 田中哲司
梅田に本社がある「有限会社テイコー食品」の社長。「本家まんぷくラーメン」を15円で発売する。真一と世良が会社を訪れ抗議すると、開き直り断固拒否。真一を激怒させた。その後、坂部からすべてを聞いた萬平らから本家まんぷくラーメンの発売中止を迫られ、ついに中止を決める。
坂部勝（さかべ まさる）
演 - 今野浩喜
まんぷく食品の工場で働くも、すぐ退社。その後はテイコー食品で勤務している。
事務所の前をドア越しに見て、真一と世良が抗議に訪れていた現場を目撃。慌てて陰に隠れた。
その後、テイコー食品から出てくる所を岡と森本に待ち伏せされ、萬平らの前で当初からテイコー食品のスパイではなかったことや、まんぷく食品の給料の5倍にあたる移籍料で猿渡に引き抜かれた経緯を話す。
天村祐二
演 - 津田篤宏（ダイアン）
大阪市に本社がある「有限会社天村食品」の社長。定価10円の粗悪な類似商品「ぷくぷくラーメン」を発売する。
名木純也
演 - 上川周作
忠彦の弟子。通っていた美術大学に忠彦が臨時講師として来た際に知り合った。
傷つきやすく涙もろい性格で、忠彦から芸術の方向性について指摘を受けた際には泣きながら飛び出す。しかし数日後に忠彦のもとにやって来た際には、髪を切り服装もヒッピー風から改めている。女性と交際したことがなかったが、1970年に忠彦の勧めもあって純に告白し、交際を始める。その後、「まんぷくヌードル」のパッケージデザインを手掛ける。
小倉純
演 - いちえ
現役の美大生で、忠彦のファン。画材屋でアルバイトをしている際に来店した名木に好意を持たれる。
斉藤昌代
演 - 中道裕子
福子が行ったスーパーマーケットの客。
中条咲子
演 - 三田みらの
福子が行ったスーパーマーケットの、学生風の客。まんぷくヌードルを1個カゴに入れる。
内村大樹
演 - 満腹満
「なにわタクシー」の人物。

### たちばな塩業→たちばな栄養食品→まんぷく食品株式会社の人々
神部茂（かんべ しげる）
演 - 瀬戸康史
萬平を生涯に渡って支える。
自分を助けてくれた萬平と、彼の妻である福子を慕っており、基本的には真っ直ぐな青年。その一方で好意を抱いている相手の前でだけ良い格好をしたり、自分よりも下の立場の相手に対して必要以上に大きい態度を取ることもあるため、たちばな塩業・たちばな栄養食品の従業員たちからの人望はいまひとつ薄い。
大阪帝大工学部卒。朝鮮から復員するも、母は死去して上本町の自宅も焼失していた。香田家に泥棒として侵入したことから福子たちと出会う。香田家の子どもたちの家庭教師として居候するが、萬平に懐き、ともに泉大津に移り住む。昭和32年時点では、タカと結婚して香田家に住み、「北浜食品」の幹部社員になっている。織田島製作所での万能調理器の製作を萬平とともに手伝う。萬平の即席ラーメン開発に興味を示すが、タカが妊娠中のため手伝えないことにモヤモヤする。
タカの妊娠と同時期、克子の項にある忠彦のモデル騒動やタカのマタニティブルーに悩み、妻の実家で婿養子のように暮らし肩身の狭い思いをしているから『白薔薇』で岡と森本に「家に帰りたくない」とこぼしていた。
『まんぷくラーメン』を販売する際、『まんぷく食品株式会社』で働くことに。だが、『まんぷくラーメン』の模倣品が出回るようになった件で帰りが遅くなることが増え、タカを嘆かせていた。
昭和45年5月の時点では、商品開発部部長に就任している。
岡幸助（おか こうすけ）
演 - 中尾明慶
製塩所で働く。寝屋川の出身。出征前は乾物屋で奉公していたが、空襲で店が焼失。真面目な性格だが、短気で喧嘩っ早い。萬平の即席ラーメン開発に興味を示し、手伝いたいがやることがないためモヤモヤする。
『白薔薇』で出会った吉乃に一目惚れをし、森本とともにアプローチをする。のちに『まんぷく食品株式会社』へ森本と共にヘッドハンティングされ、再び萬平と一緒に働けることを喜ぶ。
昭和45年5月の時点では、営業部部長に就任している。また、吉乃と結婚し、娘の麻美を設けている。森本とは家族ぐるみで大阪万博に行くほど仲が良い。
森本元（もりもと げん）
演 - 毎熊克哉
広島出身。フィリピンでの傷が残っている。無愛想な話し方をしており、周囲の状況に水を差すことも。たちばな塩業就職当初は岡としばしば衝突する。岡とともに萬平の即席ラーメン開発に興味を示し、手伝いたいがやることがないためモヤモヤする。
『白薔薇』で出会った吉乃に一目惚れをし、岡とともにアプローチをする。のちに『まんぷく食品株式会社』へ岡と共にヘッドハンティングされ、感激して真一の膝頭で泣いていた。
昭和45年5月の時点では、製造部部長に就任している。吉乃への想いは叶わなかったようだが、結婚して息子をもうけており、岡とは家族ぐるみで大阪万博に行くほど仲が良い。
小松原完二（こまつばら かんじ）
演 - 前原滉
眼鏡をかけている。最年少で非力ではあるが、喧嘩の仲裁役を担ったりする。製塩所の従業員が抱える不満を察知したり世良が塩を闇市に流していることに気づくなど察知能力に長けてもいる。タカに好意を持つ。
増田誠一（ますだ せいいち）
演 - 辻岡甚佐
若さゆえに、トゲのある言動が特徴。 タカに好意を持つ。
堀和則（ほり かずのり）
演 - 原雄次郎
タカに好意を持つ。佐賀県出身。金に困った経験は一切なく、慣れない仕事に精を出す。
佐久間春男（さくま はるお）
演 - 川並淳一
塩作り組の中では最年長。神部に誘われる前は土木作業をしていたことがあり、自動車の運転免許を持っている。
赤津裕次郎（あかつ ゆうじろう）
演 - 永沼伊久也
寿司屋で修行をしていた経験から炊事場で鈴の手伝いをすることになる。従業員らの乱闘騒ぎの中でも熟睡できるなど、マイペースなところがある。泉大津時代に脚を骨折したことがあるが、鈴の生前葬に参列した際には左腕を三角巾で吊っていた。
長久保陽介（ながくぼ ようすけ）
演 - スチール哲平
野球が好き。抜けてるところもあるが、憎めない。
大和田英二（おおわだ えいじ）
演 - 梅林亮太
戦争で妻子を失い感情と気力をも失ったが、たちばな塩業に来てから徐に感情を取り戻していく。
峰岸政利（みねぎし まさとし）
演 - 三好大貴
ミーハーで周りに流されやすい性格。萬平に憧れて髪を伸ばすなど塩軍団の中では比較的萬平を支持していた。
倉永浩（くらなが ひろし）
演 - 榎田貴斗
黒縁メガネがトレードマークの真面目な青年。新聞にまつわる仕事を学生時代にかじっており、常にメモをとっている。不器用ながら、仕事に対して責任感がある。。
高木一夫（たかぎ かずお）
演 - 中村大輝
元・陸軍の軍人。 兄貴肌で皆を引っ張っていくが、我強いところもある。
野村泰造（のむら たいぞう）
演 - 南川泰規
神部と同じ境遇で、戦後親を亡くし闇市で悪さをしていた。歯に衣着せぬ話し方をする。
堺俊一（さかい しゅんいち）
演 - 関健介
末っ子気質で、たちばな塩業きってのムードメーカー的存在。
- 神部、岡、大和田、倉永の4名は、ダネイホン開発当初のメンバー（＝ダネイホン組）だった。
- 工場床下で手榴弾を発見した高木および、野村、堺の3名は、黙って魚獲りに使用していたが、それがたちばな塩業全従業員が進駐軍に逮捕収監される原因となる。
- 真一と神部と共に、若手の小松原、増田、堀、倉永、堺は、昭和23年2月の東京（品川）進出メンバーに選ばれた。
- 小松原、増田、堀は、女学校が休みのときに手伝いに来るタカに好意を寄せておりファンクラブ的存在だった。
- たちばな栄養食品の解散にともない、小松原と増田は、世良の紹介による「梅下電器」へ。堀、倉永、野村、堺は、三田村の紹介による「大國商会」へ。他の9名は「北浜食品」でダネイホン作りを継続することになった。
- 「北浜食品」に入ったうち神部、岡、森本の3名は、のちに「まんぷく食品株式会社」で働く。

西野紀之
演 - 馬場徹
「まんぷく食品株式会社」商品開発部に所属。源と同じく新商品開発チームのメンバーで、スープをエキスにする担当。大学では食用油の研究をした。
久坂隼人
演 - 竹村晋太朗
「まんぷく食品株式会社」商品開発部に所属。源と同じく新商品開発チームのメンバーで、麺担当。大学では生物科学を研究。入社したのは将来的に医薬品の開発もすると聞いたため。
戸塚洋子
演 - ぎぃ子
「まんぷく食品株式会社」商品開発部に所属。源と同じく新商品開発チームのメンバーで、麺担当。農学部の出身。

### 大阪・池田の人々
川上アキラ
演 - 加藤雅也
「パーラー白薔薇」の店主。
ニューフェイスのオーディションに落ちて俳優を諦めた過去を持つ。父親が不動産会社経営で儲けており、金銭に苦労することはなかった。
看板メニューはライスカレー。のちに『まんぷくラーメン』をメニューにして定価の20円のままで販売したが、コーヒー（クリームソーダ）を一緒に注文してくれず「儲からない」とこぼしていた。
客が注文をした時には文法的に誤った英語でオーダー確認をする(例:「ユー・アー,ライスカレー,オッケー」)。レオナルドが来店した時にも「ユー・アー,スパゲッティ」と発言し、「I am supagetthi？」と困惑させている。
昭和45年に、まんぷく食品が『まんぷくヌードル』を売り出すと、かつての『まんぷくラーメン』の時同様メニューにして定価の100円で販売した。
川上しのぶ
演 - 牧瀬里穂
アキラの妻。｢パーラー白薔薇」のママ。昭和33年時点で26歳から13歳までの6人の子を持つ。夫とは口喧嘩をしつつも良好な関係。
元・タカラジェンヌで、老舗織物屋の三女。
昭和33年当時は、アップにしたヘアスタイルだったが、昭和45年時点ではセミロングのソバージュヘアになっている。
大鳥勘一
演 - 団時朗
池田で織物業「大鳥屋」を営む。萬平に「池田信用組合」の理事長職を依頼しに来る。
望月綾
演 - 玄理
「池田信用組合」の職員で、萬平の秘書。
村瀬美絵
演 - 林真帆
「池田信用組合」の窓口係。
大野一夫
演 - 上杉逸平
織田島健三
演 - 山西惇
「織田島製作所」の社長。
織田島正
演 - 金井勇太
健三の長男。
織田島久美子
演 - 畦田ひとみ
正の妻。
原田寿美江
演 - 小牧芽美
萬平・福子の近隣住民。
河原塚清平
演 - 後藤健司
池田駅前商店街にある「河原塚鶏肉店」の店主。
畑信夫
演 - おぐ（ロビンフット）
池田駅前商店街にある「古道具 なんでも屋」の店主。
松木彦春
演 - 国木田かっぱ
池田駅前商店街にある「松木製麺所」の店主。
渡辺一馬
演 - 桂吉弥
池田駅前商店街にある「渡辺製氷店」の店主。
佐々木澄
演 - 西村亜矢子
水沼絹江
演 - 那々實あぐり
八戸かず子
演 - 八田麻住
市川和歌子
演 - 辻葉子
源のクラスメイト・市川達夫の母親。
大曽根道子
演 - 三枝雄子
商店で福子から、「まんぷくラーメン」の模倣品「ぷくぷくラーメン」を購入した理由を尋ねられ、安いからと答える。
小山内良治
演 - 湯浅崇
池田市内にある総合病院の医師。鈴を執刀する。
鈴が搬送された際、対応がいい加減だったことから萬平や真一からは「ヤブ医者じゃないか」と言われていた。
看護師
演 - 丹下真寿美
池田市内にある総合病院の看護師。
桜田時江
演 - 三浦加洋子
近隣住民。
佐伯より子
演 - 友寄由香利
近隣住民。
長谷川環
演 - 郷原慧
近隣住民。
竹内浩介
演 - 渡辺光
通りすがりの学生。自宅前でまんぷくヌードルを歩き食いしている福子に対して、「進んでんな」と褒める。
高井戸健
演 - 上沢拓也
通りすがりの学生。竹内に同調し、「かっこええわ」と言う。

### 兵庫県・黒竹村の人々
兵庫県上郡の近くにある設定の、架空の村
井坂八重
演 - 竹内都子
萬平のはとこ。
井坂権三
演 - 石井洋祐
八重の夫。
苅田圭介
演 - 小松健悦
大木戸幸作
演 - 高見健
内藤すみ
演 - 宮本毬子
叉野次郎
演 - 福原正義
藤幸吉
演 - 酒田かおる
藤たつ子
演 - マエダユミ
畑野一平
演 - 南谷峰洋
哲二
演 - 屋島昂太
五郎
演 - 向井匠篤
篤
演 - 松島一輝
ミヨ子
演 - 林夏香
文
演 - 東未結
医師・斎藤大介
演 - 曾我廼家八十吉
看護師・三橋良子
演 - 安部洋花
塩沢みつ
演 - 若井みどり
若林武
演 - 大窪人衛
兵事係
演 - 松本大志郎

### 東京の人々
東太一（あずま たいち）
演 - 菅田将暉
福子と萬平を助ける若き弁護士。
東京帝国大学法科を首席で卒業し、事務所を開いて2年目。人見知りな性格で、相手と目を合わさずに話す癖がある。若手ゆえに弁護の経験は浅いが、正義感が強く真っすぐな青年。
終戦直後、妊娠中の妹が栄養失調で母子共々命の危機に瀕するも『ダネイホン』で助けられた経緯もあり、萬平の弁護も快く引き受ける。
尾崎多江
演 - 渡辺真起子
「東太一法律事務所」の事務員。
谷村美代子（たにむら みよこ）
演 - 藤本泉
たちばな食品の東京事務所の近所にある「大衆食堂やまね」の従業員。第11週から登場。タカ宛の手紙を郵便ポストに出そうとする神部と出会い、彼に一目惚れする。後日、やまねの客として来店した神部と再会。
以来、常連客となった神部への想いを募らせていくが、彼に婚約者のタカがいることを知りショックを受ける。弁護士を探す福子や神部たちに兄の知り合いである東を紹介し、東京事務所の閉鎖により大阪へと戻る神部に自身の想いを告げず応援の言葉を送る。
坂下五郎
演 - 緋田康人
類似品ダネイボンの製造元「坂下食品」の社長。
関重彦
演 - F.ジャパン
坂下の部下。
増岡丈治
演 - 菅原大吉
東京財務局国税査察部の部長。
進駐軍の圧力から、萬平に脱税の罪を着せ10万円の追徴課税を請求。「たちばな栄養食品」が解散され請求や差押ができなくなると、香田家で幸を出産した直後の福子の資産をがさ入れし、企業売却で得た10万円が入金された通帳と印鑑を押収する。一方で、萬平の逮捕が不当なものであることは理解しており、進駐軍に従わなければいけない状況に苛立ちを見せる。
東と世良が不当逮捕であることを新聞社に流し、進駐軍と国税局が世間から非難を浴びるようになったことにより、司法取引で萬平を釈放する。
加瀬沢博
演 - 小堀正博
増岡の部下。
小此木一夫
演 - 森下じんせい
東京の特許庁の職員。
角健三郎
演 - 平尾亮
東京の特許庁の職員。
土井垣隆三（どいがき りゅうぞう）
演 - 奥田瑛二
衆議院議員で元・食糧庁長官。訪れた萬平と世良に、即席ラーメンの協会を作ることを提案する。
萬平と世良が「初めて会った私たちにどうしてそこまでしてくれるのか」というと、「まんぷくラーメンが大好きだからだ」と笑う。

### その他の人々
神宮幸之助
演 - 麿赤兒
元陸軍大将。三田村に頼まれて、軍事物資横流し容疑で憲兵隊に拘留されていた萬平を釈放させる。
剛田一隆
演 - イッセー尾形
萬平が脱税容疑で逮捕された、中野にあるアメリカ第8軍刑務所の受刑者（服役囚）。本職は占い師。
弟子に金を持ち逃げされ、生活に困り空き巣を働いた罪で服役する。人相見を得意としており、萬平を「大器晩成型」と評し、会社や従業員の前途に鬱然とする萬平にアドバイスをする。
服役囚
演 - 蟷螂襲
服役囚
演 - 多々納斉
服役囚
演 - 谷口高史
赤穂の製塩業者
演 - 岡大介
赤穂の製塩業者
演 - 山本直匡
コマーシャルの声
演 - 杉森大祐
福子が香田家のテレビで偶然見た「ペンギン化学のペンギン石鹸」のコマーシャルの声。
コマーシャルの声
演 - 小野愛寿香
模倣品が続出したためナレーションを変更した「まんぷくラーメン」のコマーシャルの声。
アナウンサー（声）
演 - 大伴英嗣
1970年の大阪の歩行者天国を取り上げたテレビニュースの声。
マイケル
演 - ローレンス・マックラウド・マドックス
1968年に萬平・世良・福子がアメリカに行った際の、商談先の人物。「まんぷくラーメン」を割って紙コップに入れ、お湯を注ぎ「こうすればいい」というニュアンスを語って食べた。
レオナルド
演 - ハリー杉山
幸が大阪万博で出会ったアメリカ人。アメリカの大学に通っているが、万博で日本が気に入ったので日本に滞在していた。
しかしアメリカに帰り、アメリカで結婚することが決まっていた。
ビリー
演 - ジョセフ・ライト
幸が大阪万博で出会った外国人。
トム
演 - クリス・ローフ
幸が大阪万博で出会った外国人。

## スタッフ
- 作 - 福田靖
- 音楽 - 川井憲次
- 主題歌 - DREAMS COME TRUE「あなたとトゥラッタッタ♪」（DCT records / UNIVERSAL SIGMA）[68]
DREAMS COME TRUEは1992年度下半期の『ひらり』(東京制作)の主題歌『晴れたらいいね』を担当しており、2度目の主題歌制作および歌唱は連続テレビ小説史上初めてとなる[69]。
- 語り - 芦田愛菜[70]
- 「まんぷく1週間 / 5分でまんぷく」（週間総集編）ナレーター - 北郷三穂子（NHK大阪放送局アナウンサー）
- 副音声 - 藤川麗子[71]
- 演出 - 渡邊良雄、安達もじり、保坂慶太[71]、松岡一史、中泉慧
- プロデューサー - 堀之内礼二郎[71]
- 制作統括 - 真鍋斎[71]
- ロゴデザイン - 須川夏帆[72]
- 衣装協力（立花萬平） - 白山春久
- 関西ことば指導 - 一木美貴子[注 13]、辻葉子[71]
- 播州ことば指導 - 三枝雄子[71]

## オープニング
海岸と森を交互に、主人公の福子が主題歌「あなたとトゥラッタッタ♪」に合わせて自由に歩く映像が流れる。海岸を歩く場面は兵庫県の淡路島、森を歩く場面は滋賀県大津市の日吉大社で、ドラマ本編と同じスタッフにより撮影された。尚、最後に福子が海に向かって大の字のポーズをとるのは演じる安藤のアドリブである。

## エンディング
「まんぷくごはん」と題して、視聴者から送られた料理や食事をしている様子を写した幸せな気持ちにさせる写真を紹介している。

## 放送日程
| 週                                                                                 | 回        | 放送日                    | サブタイトル             | 演出              | 週平均視聴率 |
| ---------------------------------------------------------------------------------- | --------- | ------------------------- | ------------------------ | ----------------- | ------------ |
| 1                                                                                  | 01 - 06   | 2018年10月01日 - 10月06日 | 結婚はまだまだ先！       | 渡邊良雄          | 21.9%        |
| 2                                                                                  | 07 - 012- | 10月08日 - 10月13日       | …会いません、今は        | 渡邊良雄          | 21.6%        |
| 3                                                                                  | 013 - 018 | 10月15日 - 10月20日       | そんなん絶対ウソ！       | 渡邊良雄          | 22.3%        |
| 4                                                                                  | 019 - 024 | 10月22日 - 10月27日       | 私がみつけます！         | 安達もじり        | 22.0%        |
| 5                                                                                  | 025 - 030 | 10月29日 - 11月03日       | 信じるんです！           | 安達もじり        | 21.9%        |
| 6                                                                                  | 031 - 036 | 11月05日 - 11月10日       | お塩を作るんですか!?     | 渡邊良雄          | 21.6%        |
| 7                                                                                  | 037 - 042 | 11月12日 - 11月17日       | 私がなんとかします！     | 安達もじり        | 21.0%        |
| 8                                                                                  | 043 - 048 | 11月19日 - 11月24日       | 新しい冒険!?             | 安達もじり        | 20.7%        |
| 9                                                                                  | 049 - 054 | 11月26日 - 12月01日       | 違うわ、萬平さん         | 保坂慶太          | 21.1%        |
| 10                                                                                 | 055 - 060 | 12月03日 - 12月08日       | 私は武士の娘の娘！       | 保坂慶太          | 21.3%        |
| 11                                                                                 | 061 - 066 | 12月10日 - 12月15日       | まんぺい印のダネイホン！ | 渡邊良雄          | 21.1%        |
| 12                                                                                 | 067 - 072 | 12月17日 - 12月22日       | 絶対何とかなるから！     | 渡邊良雄          | 21.2%        |
| 13                                                                                 | 073 - 077 | 12月24日 - 12月28日       | 生きてさえいれば         | 安達もじり        | 21.6%        |
| 14                                                                                 | 078 - 079 | 2019年01月04日 - 01月05日 | 理事長!?                 | 安達もじり        | 19.7%        |
| 15                                                                                 | 080 - 085 | 01月07日 - 01月12日       | 後悔してるんですか？     | 安達もじり        | 20.9%        |
| 16                                                                                 | 086 - 091 | 01月14日 - 01月19日       | あとは登るだけです！     | 松岡一史          | 21.2%        |
| 17                                                                                 | 092 - 097 | 01月21日 - 01月26日       | ラーメンだ！福子！       | 渡邊良雄          | 21.8%        |
| 18                                                                                 | 098 - 103 | 01月28日 - 02月02日       | 完成はもうすぐ!?         | 保坂慶太          | 21.1%        |
| 19                                                                                 | 104 - 109 | 02月04日 - 02月09日       | 10歩も20歩も前進です！   | 安達もじり        | 21.4%        |
| 20                                                                                 | 110 - 115 | 02月11日 - 02月16日       | できたぞ！福子！         | 渡邊良雄          | 21.4%        |
| 21                                                                                 | 116 - 121 | 02月18日 - 02月23日       | 作戦を考えてください     | 保坂慶太          | 21.6%        |
| 22                                                                                 | 122 - 127 | 02月25日 - 03月02日       | きれいごとは通りませんか | 安達もじり 中泉慧 | 20.6%        |
| 23                                                                                 | 128 - 133 | 03月04日 - 03月09日       | 新商品!?                 | 渡邊良雄          | 21.7%        |
| 24                                                                                 | 134 - 139 | 03月11日 - 03月16日       | 見守るしかない           | 松岡一史          | 20.4%        |
| 25                                                                                 | 140 - 145 | 03月18日 - 03月23日       | できました！萬平さん！   | 安達もじり        | 21.7%        |
| 26                                                                                 | 146 - 151 | 03月25日 - 03月30日       | 行きましょう！二人で     | 渡邊良雄          | 21.8％       |
| 期間平均視聴率：21.4% （視聴率はビデオリサーチ調べ、関東地区・世帯・リアルタイム） |           |                           |                          |                   |              |

第14週は年明け最初の放送かつ2回分しかなかったということもあり、週間平均視聴率は20%割れとなったが、それ以外は全て20%以上と近年の作品では大健闘となった。

## 総集編
- 前編
  - NHK総合 2018年12月29日8時 - 9時28分
  - BSプレミアム 2018年12月29日18時 - 19時28分
  - NHK総合 2019年5月2日8時45分 - 10時13分（再放送）
  - BSプレミアム 2019年5月5日13時30分 - 14時58分（再放送）
- 後編
  - NHK総合 2019年5月2日10時20分 - 11時48分
  - BSプレミアム 2019年5月5日14時58分 - 16時26分

### ダイジェスト放送
- 『まんぷく1週間』（20分）13週分をNHK総合で一挙に再放送する。なお、ニュースによる中断あり。
  - 1月3日 4時 - 6時55分 第1 - 7週
  - 1月4日 4時20分 - 6時55分 第8 - 13週

## 関連番組
- もうすぐ!連続テレビ小説「まんぷく」（2018年9月24日、NHK総合）
- いよいよスタート!連続テレビ小説「まんぷく」スペシャル（2018年9月27日、NHK総合〈大阪放送局のみ〉）
- もうすぐ!連続テレビ小説「まんぷく」〜関西版〜（2018年9月28日、NHK総合〈大阪放送局のみ〉）
- まだ間に合う!連続テレビ小説「まんぷく」（2018年11月4日、NHK総合）
- お正月だよ!ナジャの「まんぷく」ニュース（2019年1月3日、NHK総合・BSプレミアム ナジャ・グランディーバがニュース番組風に後半のみどころをナビゲーションする）
- 土曜スタジオパークin大阪（2019年1月26日、NHK総合 安藤サクラが生出演し公開生放送中、熊本県で震度5弱の地震が発生し地震関連ニュースを放送したため中断、2月11日に改めて放送された[101]。）
- 歴史秘話ヒストリア（2019年3月6日、NHK総合 ドラマの主人公の夫のモデルとなった、安藤百福のインスタントラーメン開発・発売などを取り上げており、ドラマの場面も登場。）

## 関連商品
- NHK連続テレビ小説 まんぷく 上 ISBN 978-4140056981
- NHK連続テレビ小説 まんぷく 下 ISBN 978-4140056998
- 連続テレビ小説 まんぷく Part1 (NHKドラマ・ガイド) ISBN 978-4149235851
- 連続テレビ小説 まんぷく Part2 (NHKドラマ・ガイド) ISBN 978-4149235868
- まんぷくメモリアルブック (ステラMOOK) ISBN 978-4871081368

## その他
- 2019年5月7日から放送された日清食品グループ[注 15]のCM「愛されて三世代篇」[102]に、鈴を演じた松坂慶子、吉乃を演じた深川麻衣、源の幼少期を演じた二宮輝生、幸の幼少期を演じた三宅希空が起用され[103]、本作を彷彿とさせる配役（松坂の台詞も鈴と同じ大阪弁）で出演した[104]。また夏ごろに放送された同じく日清食品グループ「ラ王 冷やし中華」のCMには、谷村美代子を演じた藤本泉が出演した[105]。
- 安藤百福の出生地である台湾でも、民視で2021年2月1日より『泡麺之王』のタイトルで放送されることになった。毎週月曜日から金曜日の18時30分より、1回30分で放送される。
- 以降の連続テレビ小説、『なつぞら』[106]や『おむすび』[107]では、「まんぷくヌードル」が小道具として登場した。